# Torneo Apertura 2014 de Segunda División de Costa Rica
El Torneo de Apertura 2014 será la edición n° 76 del campeonato de Segunda División. La temporada 2014-2015 de la Liga de Ascenso dará inicio en agosto. Se conformaron dos grupos de 9 equipos cada uno.
El sistema de juego será el mismo que la temporada anterior, se dividirá en dos torneos, Apertura y Clausura. En cada torneo jugarán todos contra todos en su respectivo grupo a visita recíproca.
Los primeros cuatro equipos de cada grupo clasificarán a la siguiente ronda de forma cruzada en los cuartos de final, los cuatro ganadores pasarán a las semifinales y los dos ganadores a la final de cada torneo.
Si el ganador del torneo de Clausura es el mismo del Apertura, será el campeón de la Liga de Ascenso y militará la próxima temporada en la Primera División. 

## Datos de los clubes
| Equipo                                                                    | Entrenador             | Ciudad     | Estadio                            | Capacidad | Marca |
| ------------------------------------------------------------------------- | ---------------------- | ---------- | ---------------------------------- | --------- | ----- |
| Barrio México                                                             | Johnny Cháves          | Guadalupe  | Estadio Coyella Fonseca            | 4.500     |       |
| Alajuela Junior                                                           | Wilmer López           | Alajuela   | Estadio Morera Soto                | 17.895    |       |
| Cariari                                                                   | Gustavo Martínez       | Pococí     | Estadio Comunal de Cariari         | 1.200     |       |
| Siquirres                                                                 | Juan Diego Quesada     | Siquirres  | Polideportivo de Siquirres         | 1.000     |       |
| Jacó Rays                                                                 | Kenneth Paniagua       | Garabito   | Estadio Municipal de Garabito      | 3.000     |       |
| Selección de Osa                                                          | Carlos Vargas          | Osa        | Estadio Municipal de Ciudad Cortés | 1.000     |       |
| Municipal Coto Brus                                                       | Fernando Sosa          | Coto Brus  | Estadio Hamilton Villalobos        | 4.100     |       |
| Saprissa de Corazón                                                       | Enrique Rivers         | Tibás      | Estadio Ricardo Saprissa           | 23.170    |       |
| Aserrí FC                                                                 | Alfredo Morales        | Aserrí     | Cancha Vueltas de Jorco            | 1.000     |       |
| Escazuceña                                                                | Hamlet Morejón         | Escazú     | Estadio Nicolás Masís              | 2.000     |       |
| Guanacasteca                                                              | Orlando De León        | Nicoya     | Estadio Chorotega                  | 5.000     |       |
| Municipal Liberia                                                         | Josef Miso             | Liberia    | Estadio Edgardo Baltodano          | 5.800     |       |
| Archivo:600px Bisection vertical White HEX-FF0000.svg Municipal Turrialba | Mario Silva            | Turrialba  | Estadio Rafael Ángel Camacho       | 4.000     |       |
| Municipal Grecia                                                          | Jorge Segnini          | Grecia     | Estadio Allen Riggioni             | 4.000     |       |
| San Carlos                                                                | Leonardo Moreira       | San Carlos | Estadio Carlos Ugalde              | 13.000    |       |
| Jicaral Sercoba                                                           | Luis Fernández Texeira | Jicaral    | Cancha de Jicaral                  | 1.000     |       |
| Puntarenas FC                                                             | Luis Diego Arnáez      | Puntarenas | Estadio Miguel Lito Pérez          | 4.105     |       |
| Real Pococí                                                               | Walter Cortés          | Pococí     | Cancha La Colonia, Guápiles        | 1.000     |       |

### Goleadores
| 1º                                   | Starling Matarrita  | Cariari de Pococí | 22 |
| 2º                                   | Jairo Picado        | Selección de Osa  | 12 |
| 3º                                   | Bill González       | San Carlos        | 10 |
| 4º                                   | Luis Fernando Saenz | Barrio México     | 9  |
| 4º                                   | Miguel Marín        | Barrio México     | 9  |
| Actualizada: 12 de diciembre de 2014 |                     |                   |    |

- En la tabla se acumulan los goles hechos en el Apertura 2013 y Clausura 2014.

## Clasificación de equipos

### Grupo A
|  |    | Equipos de fútbol   | PJ | G  | E | P  | GF | GC | Dif | Pts |
|  | -- | ------------------- | -- | -- | - | -- | -- | -- | --- | --- |
|  | 1. | Puntarenas FC       | 16 | 10 | 2 | 4  | 27 | 14 | +13 | 32  |
|  | 2. | San Carlos          | 16 | 9  | 3 | 4  | 26 | 20 | +6  | 30  |
|  | 3. | Guanacasteca        | 16 | 9  | 1 | 6  | 27 | 18 | +9  | 28  |
|  | 4. | Escazuceña          | 16 | 7  | 5 | 4  | 32 | 24 | +8  | 26  |
|  | 5. | Municipal Liberia   | 16 | 8  | 2 | 6  | 28 | 21 | +7  | 26  |
|  | 6. | Alajuela Junior     | 16 | 6  | 3 | 7  | 26 | 27 | -1  | 21  |
|  | 7. | Jicaral Sercoba     | 16 | 5  | 4 | 7  | 29 | 32 | -3  | 19  |
|  | 8. | Generación Saprissa | 16 | 3  | 4 | 9  | 13 | 23 | -10 | 13  |
|  | 9. | Municipal Grecia    | 16 | 2  | 2 | 12 | 18 | 47 | -29 | 8   |

### Grupo B
|  |    | Equipos de fútbol                                                         | PJ | G  | E | P  | GF | GC | Dif | Pts |
|  | -- | ------------------------------------------------------------------------- | -- | -- | - | -- | -- | -- | --- | --- |
|  | 1. | Cariari de Pococí                                                         | 16 | 11 | 2 | 3  | 43 | 22 | +21 | 35  |
|  | 2. | Jacó Rays FC                                                              | 16 | 8  | 4 | 4  | 26 | 20 | +3  | 28  |
|  | 3. | Coto Brus                                                                 | 16 | 8  | 4 | 4  | 23 | 20 | +3  | 28  |
|  | 4. | CD. Barrio México                                                         | 16 | 8  | 2 | 6  | 30 | 22 | +8  | 26  |
|  | 5. | Selección de Osa                                                          | 16 | 7  | 4 | 5  | 29 | 23 | +6  | 25  |
|  | 6. | Municipal Aserrí                                                          | 16 | 7  | 3 | 6  | 32 | 28 | +4  | 24  |
|  | 7. | Real Lemusa                                                               | 16 | 4  | 4 | 8  | 18 | 36 | -18 | 16  |
|  | 8. | Archivo:600px Bisection vertical White HEX-FF0000.svg Municipal Turrialba | 16 | 4  | 1 | 11 | 25 | 35 | -10 | 13  |
|  | 9. | ADF Siquirres                                                             | 16 | 2  | 2 | 12 | 22 | 42 | -20 | 8   |

### Tabla General
|  |     | Equipos de fútbol                                                         | PJ | G  | E | P  | GF | GC | Dif | Pts |
|  | --- | ------------------------------------------------------------------------- | -- | -- | - | -- | -- | -- | --- | --- |
|  | 1.  | Cariari de Pococí                                                         | 16 | 11 | 2 | 3  | 43 | 22 | +21 | 35  |
|  | 2.  | Puntarenas FC                                                             | 16 | 10 | 2 | 4  | 27 | 14 | +13 | 32  |
|  | 3.  | San Carlos                                                                | 16 | 9  | 3 | 4  | 26 | 20 | +6  | 30  |
|  | 4.  | Guanacasteca                                                              | 16 | 9  | 1 | 6  | 27 | 18 | +9  | 28  |
|  | 5.  | Jacó Rays FC                                                              | 16 | 8  | 4 | 4  | 26 | 20 | +3  | 28  |
|  | 6.  | Coto Brus                                                                 | 16 | 8  | 4 | 4  | 23 | 20 | +3  | 28  |
|  | 7.  | Escazuceña                                                                | 16 | 7  | 5 | 4  | 32 | 24 | +8  | 26  |
|  | 8.  | CD. Barrio México                                                         | 16 | 8  | 2 | 6  | 30 | 22 | +8  | 26  |
|  | 9.  | Municipal Liberia                                                         | 16 | 8  | 2 | 6  | 28 | 21 | +7  | 26  |
|  | 10. | Selección de Osa                                                          | 16 | 7  | 4 | 5  | 29 | 23 | +6  | 25  |
|  | 11. | Municipal Aserrí                                                          | 16 | 7  | 3 | 6  | 32 | 28 | +4  | 24  |
|  | 12. | Alajuela Junior                                                           | 16 | 6  | 3 | 7  | 26 | 27 | -1  | 21  |
|  | 13. | Jicaral Sercoba                                                           | 16 | 5  | 4 | 7  | 29 | 32 | -3  | 19  |
|  | 14. | Real Lemusa                                                               | 16 | 4  | 4 | 8  | 18 | 36 | -18 | 16  |
|  | 15. | Generación Saprissa                                                       | 16 | 3  | 4 | 9  | 13 | 23 | -10 | 13  |
|  | 16. | Archivo:600px Bisection vertical White HEX-FF0000.svg Municipal Turrialba | 16 | 4  | 1 | 11 | 25 | 35 | -10 | 13  |
|  | 17. | ADF Siquirres                                                             | 16 | 2  | 2 | 12 | 22 | 42 | -20 | 8   |
|  | 18. | Municipal Grecia                                                          | 16 | 2  | 2 | 12 | 18 | 47 | -29 | 8   |

Pts = Puntos; PJ = Partidos jugados; G = Partidos ganados; E = Partidos empatados; P = Partidos perdidos; GF = Goles anotados; GC = Goles recibidos; Dif = Diferencia de goles
|  | En zona de descenso a la Tercera División. |

## Jornadas

### Primera ronda
| Saprissa de Corazón    | 1 - 1 | Jicaral           | 16 de agosto | Ricardo Saprissa  | 15:00 |
| Escazuceña             | 1 - 1 | San Carlos        | 16 de agosto | Nicolás Macís     | 15:10 |
| Puntarenas FC          | 2 - 0 | Municipal Liberia | 17 de agosto | Miguel Lito Pérez | 11:00 |
| Municipal Grecia       | 3 - 2 | Guanacasteca      | 17 de agosto | Allen Riggioni    | 15:00 |
| Libre: Alajuela Junior |       |                   |              |                   |       |

| Barrio México       | 4 - 1 | Municipal Turrialba | 16 de agosto     | Coyella Fonseca | 20:00 |
| Aserrí              | 1 - 1 | Osa                 | 17 de agosto     | ST Center       | 14:00 |
| Siquirres           | 1 - 2 | Coto Brus           | 17 de agosto     | Juan Gobán      | 14:30 |
| Cariari             | 5 - 0 | Real Pococí         | 24 de septiembre | Comunal         | 15:00 |
| Libre: Jacó Rays FC |       |                     |                  |                 |       |

| Alajuela Junior          | 1 - 2 | Escazuceña          | 22 de agosto | Morera Soto    | 19:30 |
| San Carlos               | 2 - 0 | Municipal Grecia    | 24 de agosto | Carlos Ugalde  | 11:00 |
| Guanacasteca             | 1 - 0 | Saprissa de Corazón | 24 de agosto | Chorotega      | 11:00 |
| Jicaral                  | 0 - 3 | Puntarenas FC       | 24 de agosto | Cancha Jicaral | 11:00 |
| Libre: Municipal Liberia |       |                     |              |                |       |

| Real Pococí         | 2 - 1 | Siquirres     | 24 de agosto | La Colonia           | 12:00 |
| Osa                 | 1 - 6 | Cariari       | 24 de agosto | Ciudad Cortés        | 14:00 |
| Jacó Rays           | 0 - 1 | Barrio México | 24 de agosto | Garabito             | 14:00 |
| Municipal Turrialba | 4 - 2 | Aserrí        | 24 de agosto | Rafael Ángel Camacho | 15:00 |
| Libre: Coto Brus    |       |               |              |                      |       |

| Municipal Liberia   | 3 - 2 | Jicaral         | 27 de agosto | Edgardo Baltodano | 15:00 |
| Puntarenas FC       | 1 - 0 | Guanacasteca    | 27 de agosto | Miguel Lito Pérez | 19:00 |
| Generación Saprissa | 0 - 0 | San Carlos      | 27 de agosto | Ricardo Saprissa  | 19:00 |
| Municipal Grecia    | 1 - 1 | Alajuela Junior | 28 de agosto | Allen Riggioni    | 15:00 |
| Libre: Escazuceña   |       |                 |              |                   |       |

| Siquirres            | 1 - 1 | Osa                 | 27 de agosto | Polideportivo de Siquirres | 15:00 |
| Cariari              | 3 - 2 | Municipal Turrialba | 27 de agosto | Comunal                    | 15:00 |
| Aserrí               | 0 - 1 | Jacó Rays           | 27 de agosto | ST Center                  | 15:00 |
| Coto Brus            | 1 - 1 | Real Pococí         | 27 de agosto | Hamilton Villalobos        | 15:00 |
| Libre: Barrio México |       |                     |              |                            |       |

| San Carlos      | 2 - 0 | Puntarenas FC       | 30 de agosto    | Carlos Ugalde | 15:00 |
| Escazuceña      | 2 - 1 | Municipal Grecia    | 30 de agosto    | Nicolás Macís | 15:10 |
| Guanacasteca    | 1 - 3 | Municipal Liberia   | 31 de agosto    | Chorotega     | 11:00 |
| Alajuela Junior | 0 - 1 | Generación Saprissa | 1 de septiembre | Morera Soto   | 19:00 |
| Libre: Jicaral  |       |                     |                 |               |       |

| Jacó Rays           | 3 - 0 | Cariari   | 30 de agosto | Garabito             | 15:00 |
| Barrio México       | 3 - 1 | Aserrí    | 30 de agosto | Coyella Fonseca      | 16:00 |
| Osa                 | 0 - 1 | Coto Brus | 31 de agosto | Ciudad Cortés        | 13:00 |
| Municipal Turrialba | 2 - 4 | Siquirres | 31 de agosto | Rafael Ángel Camacho | 15:00 |
| Libre:              |       |           |              |                      |       |

| Generación Saprissa     | 0 - 1 | Escazuceña      | 6 de septiembre | Ricardo Saprissa  | 13:00 |
| Puntarenas FC           | 1 - 1 | Alajuela Junior | 7 de septiembre | Miguel Lito Pérez | 11:00 |
| Jicaral                 | 2 - 1 | Guanacasteca    | 7 de septiembre | Cancha Jicaral    | 11:00 |
| Municipal Liberia       | 2 - 2 | San Carlos      | 7 de septiembre | Edgardo Baltodano | 11:00 |
| Libre: Municipal Grecia |       |                 |                 |                   |       |

| Real Lemusa   | 0 - 2 | Osa           | 7 de septiembre | La Colonia                 | 12:00 |
| Cariari       | 2 - 1 | Barrio México | 7 de septiembre | Comunal                    | 13:15 |
| Siquirres     | 2 - 3 | Jacó Rays     | 7 de septiembre | Polideportivo de Siquirres | 14:00 |
| Coto Brus     | 2 - 0 | Turrialba     | 7 de septiembre | Hamilton Villalobos        | 14:00 |
| Libre: Aserrí |       |               |                 |                            |       |

| Municipal Grecia    | 3 - 0 | Generación Saprissa | 10 de septiembre | Allen Riggioni | 15:00 |
| San Carlos          | 2 - 1 | Jicaral             | 10 de septiembre | Carlos Ugalde  | 15:00 |
| Escazuceña          | 1 - 3 | Puntarenas FC       | 10 de septiembre | Nicolás Macís  | 17:10 |
| Alajuela Junior     | 3 - 2 | Municipal Liberia   | 10 de septiembre | Morera Soto    | 19:00 |
| Libre: Guanacasteca |       |                     |                  |                |       |

| Aserrí        | 2 - 2 | Cariari     | 10 de septiembre | ST Center            | 15:00 |
| Jacó Rays     | 1 - 0 | Coto Brus   | 10 de septiembre | Garabito             | 15:00 |
| Barrio México | 3 - 1 | Siquirres   | 10 de septiembre | Coyella Fonseca      | 19:00 |
| Turrialba     | -     | Real Lemusa | Suspendido       | Rafael Ángel Camacho |       |
| Libre: Osa    |       |             |                  |                      |       |

| Puntarenas FC              | 2 - 0 | Municipal Grecia | 14 de septiembre | Miguel Lito Pérez   | 11:00 |
| Guanacasteca               | 1 - 0 | San Carlos       | 14 de septiembre | Chorotega           | 11:00 |
| Municipal Liberia          | 0 - 2 | Escazuceña       | 14 de septiembre | Edgardo Baltodano   | 11:00 |
| Jicaral                    | 1 - 5 | Alajuela Junior  | 14 de septiembre | Cancha Asoc. Cívica | 11:00 |
| Libre: Generación Saprissa |       |                  |                  |                     |       |

| Osa            | 1 - 0 | Municipal Turrialba | 13 de septiembre | Ciudad Cortés              | 15:00 |
| Siquirres      | 3 - 7 | Aserrí FC           | 14 de septiembre | Polideportivo de Siquirres | 14:00 |
| Coto Brus      | 2 - 2 | Barrio México       | 14 de septiembre | Hamilton Villalobos        | 14:00 |
| Real Lemusa    | 1 - 1 | Jacó Rays           | 14 de septiembre | La Colonia                 | 15:00 |
| Libre: Cariari |       |                     |                  |                            |       |

| Municipal Grecia    | 1 - 2 | Municipal Liberia | 17 de septiembre | Allen Riggioni   | 15:00 |
| Escazuceña          | 1 - 1 | Jicaral           | 17 de septiembre | Nicolás Macís    | 15:10 |
| Alajuela Junior     | 1 - 2 | Guanacasteca      | 17 de septiembre | Morera Soto      | 17:00 |
| Generación Saprissa | 0 - 2 | Puntarenas FC     | 17 de septiembre | Ricardo Saprissa | 19:00 |
| Libre: San Carlos   |       |                   |                  |                  |       |

| Cariari                    | 5 - 0 | ADF. Siquirres | 17 de septiembre | Comunal         | 15:00 |
| Jacó Rays                  | 2 - 1 | Osa            | 17 de septiembre | Garabito        | 15:00 |
| Aserrí                     | 1 - 1 | Coto Brus      | 17 de septiembre | ST Center       | 15:00 |
| Barrio México              | 2 - 0 | Real Lemusa    | 17 de septiembre | Coyella Fonseca | 19:00 |
| Libre: Municipal Turrialba |       |                |                  |                 |       |

| San Carlos           | 1 - 2 | Alajuela Junior     | 20 de septiembre | Carlos Ugalde     | 15:00 |
| Guanacasteca         | 2 - 0 | Escazuceña          | 21 de septiembre | Chorotega         | 11:00 |
| Jicaral              | 4 - 1 | Municipal Grecia    | 21 de septiembre | Jicaral           | 11:00 |
| Municipal Liberia    | 2 - 2 | Generación Saprissa | 21 de septiembre | Edgardo Baltodano | 11:00 |
| Libre: Puntarenas FC |       |                     |                  |                   |       |

| Jacó Rays             | 2 - 1 | Turrialba     |                  | Garabito            | 15:00 |
| Real Lemusa           | 1 - 3 | Aserrí FC     | 21 de septiembre | La Colonia          | 12:00 |
| Osa                   | 1 - 1 | Barrio México | 21 de septiembre | Ciudad Cortés       | 14:00 |
| Coto Brus             | 1 - 0 | Cariari       | 21 de septiembre | Hamilton Villalobos | 15:00 |
| Libre: ADF. Siquirres |       |               |                  |                     |       |

### Segunda vuelta
| San Carlos             | 4 - 3 | Escazuceña          | 27 de septiembre | Carlos Ugalde     | 15:00 |
| Municipal Liberia      | 1 - 0 | Puntarenas FC       | 28 de septiembre | Edgardo Baltodano | 11:00 |
| Guanacasteca           | 3 - 1 | Municipal Grecia    | 28 de septiembre | Chorotega         | 11:00 |
| Jicaral                | 2 - 0 | Generación Saprissa | 28 de septiembre | Jicaral           | 11:00 |
| Libre: Alajuela Junior |       |                     |                  |                   |       |

| Osa                 | 4 - 2 | Aserrí FC     | 28 de septiembre | Ciudad Cortés        | 11:00 |
| Real Lemusa         | 2 - 5 | Cariari       | 28 de septiembre | Carlos Aguilera      | 12:00 |
| Coto Brus           | 2 - 1 | Siquirres     | 28 de septiembre | Hamilton Villalobos  | 14:00 |
| Turrialba           | 3 - 2 | Barrio México | 28 de septiembre | Rafael Ángel Camacho | 15:00 |
| Libre: Jacó Rays FC |       |               |                  |                      |       |

| Generación Saprissa | 0 - 2 | Guanacasteca    | 4 de octubre | Ricardo Saprissa | 11:00 |
| Escazuceña          | 4 - 1 | Alajuela Junior | 4 de octubre | Nicolás Macís    | 15:10 |
| Puntarenas FC       | 0 - 0 | Jicaral         | 5 de octubre | Lito Pérez       | 11:00 |
| Municipal Grecia    | 0 - 3 | San Carlos      | 5 de octubre | Allen Riggioni   | 15:00 |
| Libre: Liberia      |       |                 |              |                  |       |

| Aserrí           | 4 - 1 | Municipal Turrialba | 4 de octubre | ST Center                  | 15:00 |
| Barrio México    | 2 - 1 | Jacó Rays           | 4 de octubre | Coyella Fonseca            | 15:00 |
| ADF. Siquirres   | 2 - 3 | Real Lemusa         | 5 de octubre | Polideportivo de Siquirres | 14:00 |
| Cariari          | 2 - 1 | Osa                 | 5 de octubre | Comunal                    | 14:00 |
| Libre: Coto Brus |       |                     |              |                            |       |

| Guanacasteca      | 1 - 2 | Puntarenas FC       | 8 de octubre | Chorotega     | 15:00 |
| San Carlos        | 2 - 1 | Generación Saprissa | 8 de octubre | Carlos Ugalde | 15:00 |
| Jicaral           | 1 - 4 | Municipal Liberia   | 8 de octubre | Asoc. Cívica  | 15:00 |
| Alajuela Junior   | 2 - 2 | Municipal Grecia    | 8 de octubre | Morera Soto   | 18:00 |
| Libre: Escazuceña |       |                     |              |               |       |

| Osa                  | 3 - 0 | ADF. Siquirres | 8 de octubre  | Ciudad Cortés        | 15:00 |
| Real Lemusa          | 2 - 2 | Coto Brus      | 8 de octubre  | Carlos Aguilera      | 15:00 |
| Municipal Turrialba  | 1 - 2 | Cariari        | 8 de octubre  | Rafael Ángel Camacho | 15:00 |
| Jacó Rays            | 2 - 1 | Aserrí FC      | 29 de octubre | Garabito             | 15:00 |
| Libre: Barrio México |       |                |               |                      |       |

| Generación Saprissa | 1 - 0 | Alajuela Junior | 11 de octubre | Ricardo Saprissa  | 11:00 |
| Puntarenas FC       | 2 - 3 | San Carlos      | 12 de octubre | Lito Pérez        | 11:00 |
| Municipal Liberia   | 1 - 2 | Guanacasteca    | 12 de octubre | Edgardo Baltodano | 11:00 |
| Municipal Grecia    | 1 - 7 | Escazuceña      | 12 de octubre | Allen Riggioni    | 15:00 |
| Libre: Jicaral      |       |                 |               |                   |       |

| Aserrí             | 1 - 0 | Barrio México | 11 de octubre | ST Center                  | 15:00 |
| Coto Brus          | 2 - 1 | Osa           | 12 de octubre | Hamilton Villalobos        | 15:00 |
| Siquirres          | 2 - 1 | Turrialba     | 12 de octubre | Polideportivo de Siquirres | 15:00 |
| Cariari            | 3 - 3 | Jacó Rays     | 12 de octubre | Comunal                    | 15:00 |
| Libre: Real Lemusa |       |               |               |                            |       |

| San Carlos              | 1 - 0 | Municipal Liberia   | 18 de octubre | Carlos Ugalde | 15:00 |
| Escazuceña              | 2 - 2 | Generación Saprissa | 18 de octubre | Nicolás Macís | 15:00 |
| Alajuela Junior         | 2 - 1 | Puntarenas FC       | 18 de octubre | Morera Soto   | 16:00 |
| Guanacasteca            | 3 - 1 | Jicaral             | 19 de octubre | Chorotega     | 11:00 |
| Libre: Municipal Grecia |       |                     |               |               |       |

| Barrio México       | 1 - 2 | Cariari        | 18 de octubre | Coyella Fonseca      | 15:00 |
| Jacó Rays           | 1 - 1 | ADF. Siquirres | 18 de octubre | Garabito             | 15:00 |
| Osa                 | 4 - 0 | Real Lemusa    | 19 de octubre | Ciudad Cortés        | 13:00 |
| Municipal Turrialba | 4 - 1 | Coto Brus      | 19 de octubre | Rafael Ángel Camacho | 15:00 |
| Libre: Aserrí       |       |                |               |                      |       |

| Generación Saprissa | 3 - 1 | Municipal Grecia | 21 de octubre | Ricardo Saprissa  | 19:30 |
| Puntarenas FC       | 2 - 0 | Escazuceña       | 22 de octubre | Lito Pérez        | 15:00 |
| Municipal Liberia   | 2 - 1 | Alajuela Junior  | 22 de octubre | Edgardo Baltodano | 15:00 |
| Jicaral             | 3 - 1 | San Carlos       | 22 de octubre | Cancha Jicaral    | 15:00 |
| Libre: Guanacasteca |       |                  |               |                   |       |

| Coto Brus   | 3 - 0 | Jacó Rays     | 22 de octubre | Hamilton Villalobos        | 15:00 |
| Cariari     | 1 - 2 | Aserrí        | 22 de octubre | Comunal                    | 15:00 |
| Siquirres   | 0 - 1 | Barrio México | 22 de octubre | Polideportivo de Siquirres | 15:00 |
| Real Lemusa | 1 - 0 | Turrialba     | 22 de octubre | Carlos Aguilera            | 15:00 |
| Libre: Osa  |       |               |               |                            |       |

| Alajuela Junior            | 2 - 1 | Jicaral           | 25 de octubre | Morera Soto    | 15:00 |
| Escazuceña                 | 1 - 0 | Municipal Liberia | 25 de octubre | Nicolás Macís  | 15:10 |
| San Carlos                 | 1 - 0 | Guanacasteca      | 26 de octubre | Carlos Ugalde  | 11:00 |
| Municipal Grecia           | 1 - 3 | Puntarenas FC     | 26 de octubre | Allen Riggioni | 15:00 |
| Libre: Generación Saprissa |       |                   |               |                |       |

| Aserrí         | 2 - 1 | Siquirres   | 25 de octubre | ST Center            | 15:00 |
| Jacó Rays      | 2 - 2 | Real Lemusa | 25 de octubre | Garabito             | 15:00 |
| Barrio México  | 5 - 1 | Coto Brus   | 25 de octubre | Coyella Fonseca      | 15:00 |
| Turrialba      | 2 - 2 | Osa         | 26 de octubre | Rafael Ángel Camacho | 15:00 |
| Libre: Cariari |       |             |               |                      |       |

| Puntarenas FC     | 3 - 2 | Generación Saprissa | 2 de noviembre | Lito Pérez        | 15:00 |
| Guanacasteca      | 4 - 0 | Alajuela Junior     | 2 de noviembre | Chorotega         | 15:00 |
| Jicaral           | 3 - 3 | Escazuceña          | 2 de noviembre | Cancha Jicaral    | 15:00 |
| Municipal Liberia | 5 - 0 | Municipal Grecia    | 2 de noviembre | Edgardo Baltodano | 15:00 |
| Libre: San Carlos |       |                     |                |                   |       |

| Siquirres        | 2 - 4 | Cariari       | 2 de noviembre | Polideportivo de Siquirres | 15:00 |
| Osa              | 2 - 1 | Jacó Rays     | 2 de noviembre | Ciudad Cortés              | 15:00 |
| Real Lemusa      | 2 - 0 | Barrio México | 2 de noviembre | Carlos Aguilera            | 15:00 |
| Coto Brus        | 2 - 0 | Aserrí FC     | 2 de noviembre | Hamilton Villalobos        | 15:00 |
| Libre: Turrialba |       |               |                |                            |       |

| Alajuela Junior      | 4 - 1 | San Carlos        | 9 de noviembre | Morera Soto      | 15:00 |
| Escazuceña           | 2 - 2 | Guanacasteca      | 9 de noviembre | Nicolás Macís    | 15:00 |
| Municipal Grecia     | 2 - 6 | Jicaral           | 9 de noviembre | Allen Riggioni   | 15:00 |
| Generación Saprissa  | 0 - 1 | Municipal Liberia | 9 de noviembre | Ricardo Saprissa | 15:00 |
| Libre: Puntarenas FC |       |                   |                |                  |       |

| Aserrí                | 3 - 1 | Real Lemusa | 8 de noviembre | ST Center            | 15:00 |
| Turrialba             | 0 - 3 | Jacó Rays   | 9 de noviembre | Rafael Ángel Camacho | 15:00 |
| Barrio México         | 2 - 4 | Osa         | 9 de noviembre | Coyella Fonseca      | 15:00 |
| Cariari               | 1 - 0 | Coto Brus   | 9 de noviembre | Comunal              | 15:00 |
| Libre: ADF. Siquirres |       |             |                |                      |       |

## Fase Final
|  | Cuartos de final                             | Cuartos de final                             | Cuartos de final                             |   |               | Semifinales                                 | Semifinales                                 | Semifinales                                 |  |  | Final                                        | Final                                        | Final                                        |
|  | Ida: 16 de noviembre Vuelta: 23 de noviembre | Ida: 16 de noviembre Vuelta: 23 de noviembre | Ida: 16 de noviembre Vuelta: 23 de noviembre |   |               | Ida: 30 de noviembre Vuelta: 7 de diciembre | Ida: 30 de noviembre Vuelta: 7 de diciembre | Ida: 30 de noviembre Vuelta: 7 de diciembre |  |  | Ida: 13 de diciembre Vuelta: 21 de diciembre | Ida: 13 de diciembre Vuelta: 21 de diciembre | Ida: 13 de diciembre Vuelta: 21 de diciembre |
|  |                                              |                                              |                                              |   |               |                                             |                                             |                                             |  |  |                                              |                                              |                                              |
|  | Barrio México                                | 2                                            | 2                                            |   |               |                                             |                                             |                                             |  |  |                                              |                                              |                                              |
|  | Puntarenas FC                                | 2                                            | 1                                            |   |               |                                             |                                             |                                             |  |  |                                              |                                              |                                              |
|  | Puntarenas FC                                | 2                                            | 1                                            |   | Barrio México | 6                                           | 4                                           |                                             |  |  |                                              |                                              |                                              |
|  |                                              |                                              |                                              |   | Barrio México | 6                                           | 4                                           |                                             |  |  |                                              |                                              |                                              |
|  |                                              | Guanacasteca                                 | 0                                            | 0 |               |                                             |                                             |                                             |  |  |                                              |                                              |                                              |
|  | Guanacasteca                                 | Guanacasteca                                 | 0                                            | 0 | 3             | 1                                           |                                             |                                             |  |  |                                              |                                              |                                              |
|  | Guanacasteca                                 |                                              |                                              |   | 3             | 1                                           |                                             |                                             |  |  |                                              |                                              |                                              |
|  | Jacó Rays                                    | 2                                            | 1                                            |   |               |                                             |                                             |                                             |  |  |                                              |                                              |                                              |
|  |                                              |                                              |                                              |   |               |                                             |                                             |                                             |  |  | Barrio México                                | 2                                            |                                              |
|  |                                              |                                              | San Carlos                                   | 1 |               |                                             |                                             |                                             |  |  |                                              |                                              |                                              |
|  | Municipal Coto Brus                          | 2                                            | 0 (4)                                        |   |               |                                             |                                             |                                             |  |  |                                              |                                              |                                              |
|  | San Carlos                                   | 1                                            | 1 (5)                                        |   |               |                                             |                                             |                                             |  |  |                                              |                                              |                                              |
|  | San Carlos                                   | 1                                            | 1 (5)                                        |   | San Carlos    | 1                                           | 1                                           |                                             |  |  |                                              |                                              |                                              |
|  |                                              |                                              |                                              |   | San Carlos    | 1                                           | 1                                           |                                             |  |  |                                              |                                              |                                              |
|  |                                              | Cariari                                      | 1                                            | 0 |               |                                             |                                             |                                             |  |  |                                              |                                              |                                              |
|  | Escazuceña                                   | Cariari                                      | 1                                            | 0 | 0             | 1                                           |                                             |                                             |  |  |                                              |                                              |                                              |
|  | Escazuceña                                   |                                              |                                              |   | 0             | 1                                           |                                             |                                             |  |  |                                              |                                              |                                              |
|  | Cariari                                      | 4                                            | 3                                            |   |               |                                             |                                             |                                             |  |  |                                              |                                              |                                              |

## Cuartos de final
| 15 de noviembre - 15:00 | Barrio México | 2 - 2 | Puntarenas FC                | Coyella Fonseca, Guadalupe        |                                   |
|                         | Marín ·       |       | 45' (pen.) García · González | Árbitro(s): Juan Gabriel Calderón | Árbitro(s): Juan Gabriel Calderón |

| 23 de noviembre - 11:00 | Puntarenas FC | 1 - 2 (t. s.) | Barrio México  | Lito Pérez, Puntarenas      |                             |
|                         | Núñez         |               | Saenz · García | Árbitro(s): Adrián Elizondo | Árbitro(s): Adrián Elizondo |

| 16 de noviembre - 11:00 | Municipal Coto Brus         | 2 - 1 | San Carlos   | Hamilton Villalobos, Coto Brus |                               |
|                         | Madrigal 26' · Esquivel 72' |       | 3' Rodríguez | Árbitro(s): Adrián Chinchilla  | Árbitro(s): Adrián Chinchilla |

| 23 de noviembre - 11:00 | San Carlos                                      | 1 - 0 (t. s.)(5:4 p.)      | Municipal Coto Brus                              | Carlos Ugalde, Ciudad Quesada |                          |
|                         | Jiménez 10'                                     |                            |                                                  | Árbitro(s): Jimmy Torres      | Árbitro(s): Jimmy Torres |
|                         |                                                 | Tiros desde el punto penal |                                                  |                               |                          |
|                         | Villalobos · Zea · Aguilar · Rodríguez · Solano |                            | Esquivel · Guerra · Beita · Hernández · Madrigal |                               |                          |

| 15 de noviembre - 14:00 | Jacó Rays       | 2 - 3 | Guanacasteca                           | Garabito -, Jacó           |                            |
|                         | Huertas 70' 87' |       | 3' Angulo · 72' Cashmere · 75' Carmona | Árbitro(s): Carlos Salazar | Árbitro(s): Carlos Salazar |

| 23 de noviembre - 11:00 | Guanacasteca | 1 - 1 | Jacó Rays   | Chorotega, Nicoya            |                              |
|                         | Angulo 65'   |       | 80' Sánchez | Árbitro(s): Gerardo González | Árbitro(s): Gerardo González |

| 15 de noviembre - 15:10 | Escazuceña | 0 - 4 | Cariari de Pococí                                                       | Nicolás Macís, Escazú       |                             |
|                         |            |       | 3' (pen.) Matarrita · 55' Quintero · 68' Azofeifa · 70' (a.g.) Alvarado | Árbitro(s): Benjamín Pineda | Árbitro(s): Benjamín Pineda |

| 23 de noviembre - 14:00 | Cariari de Pococí              | 3 - 1 | Escazuceña | Comunal, Pococí           |                           |
|                         | Azofeifa · Matarrita · Salazar |       | Araya      | Árbitro(s): Isaac Mendoza | Árbitro(s): Isaac Mendoza |

## Semifinales
| 30 de noviembre de 2014 - 11:00 | Barrio México                                         | 6-0 (1:0) | Guanacasteca | Coyella Fonseca, Guadalupe |                        |
|                                 | Carmona · Marín 48' 89' · Jiménez 50' · Arias 51' 84' |           |              | Árbitro(s): Danny Lobo     | Árbitro(s): Danny Lobo |

| 7 de diciembre de 2014 - 11:00 | Guanacasteca | 0-4 (0:1) | Barrio México                           | Estadio Chorotega, Nicoya |                          |
|                                |              |           | Carrillo · (pen.) Marín · Saenz · Arias | Árbitro(s): Jimmy Torres  | Árbitro(s): Jimmy Torres |

| 30 de noviembre de 2014 - 14:00 | San Carlos   | 1-1 (0:1) | Cariari de Pococí | Estadio Carlos Ugalde Álvarez, Ciudad Quesada |  |
|                                 | Alvarado 89' |           | 25' Jiménez       |                                               |  |

| 10 de diciembre de 2014 - 14:00 | Cariari de Pococí | 0-1 (0:1) | San Carlos   | Estadio Comunal, Pococí     |                             |
|                                 |                   |           | 38' González | Árbitro(s): Adrián Elizondo | Árbitro(s): Adrián Elizondo |

## Final
| 13 de diciembre de 2014 - 15:00 | Barrio México | 2 - 1 | San Carlos | José Joaquín Coyella Fonseca, Guadalupe |  |
|                                 |               |       |            | Árbitro(s): Jimmy Torres                |  |

| 21 de diciembre de 2014 - 11:00 | San Carlos | 2 - 2 | Barrio México | Estadio Carlos Ugalde Álvarez, Ciudad Quesada |  |

### Final - Ida
| 1     | POR   | Esteban Carrillo    |     |
| 5     | DEF   | Adrián Granados     |     |
| 23    | DEF   | Olman Carmona       |     |
| 13    | DEF   | Jorvyn Taylor       |     |
| 21    | DEF   | Federico Espinach   | 77' |
| 12    | MED   | Ronny Díaz          |     |
| 8     | MED   | Miguel Marín        |     |
| 24    | MED   | Din John Arias      |     |
| 10    | MED   | Erick Marín         |     |
| 7     | DEL   | Luis Fernando Saenz |     |
| 11    | DEL   | Cristian Carrillo   |     |
| D. T. | D. T. | Johnny Cháves       |     |

| 22    | POR   | Guillermo Camacho |     |
| 6     | DEF   | Jonathan Zárate   |     |
| 25    | DEF   | Óscar Alvarado    |     |
| 5     | DEF   | Álvaro Aguilar    |     |
| 17    | DEF   | Gustavo Jiménez   |     |
| 23    | MED   | Fabián Araya      |     |
| 13    | MED   | Pablo Solano      |     |
| 11    | MED   | Esteban Rodríguez | 69' |
| 7     | MED   | Cristian Cháves   | 80' |
| 9     | DEL   | Randy Chirino     |     |
| 21    | DEL   | Bill González     | 86' |
| D. T. | D. T. | Leonardo Moreira  |     |

| 20 | Centrocampista | Josimar Olivero | 77'   |
| 13 | Centrocampista | ?               | Entró |
| 14 | Delantero      | ?               | Entró |

| 20 | Centrocampista | Yilmar Zea        | 69' |
| 10 | Centrocampista | Walter Villalobos | 80' |
| 14 | Delantero      | Erick Zúñiga      | 86' |

| 53' · 89' (pen) | Erick Marín Miguel Marín | 1:0 : |

| Anotado · Anotado | ? | : |

| 44' · | Ronny Díaz ? |

| Amonestado · Amonestado | ? |

| Expulsado · Otorgado · Expulsado | ? |

| Expulsado · Otorgado · Expulsado | ? |

| Principal  | Jimmy Torres        |
| Asistentes | Alejandro Fernández |
|            | Danny Sojo          |
| Cuarto     | Adrián Elizondo     |

|                    | [[Archivo:\|border\|30px]] |   |
| Tiros              | -                          | - |
| Tiros a puerta     | -                          | - |
| Faltas             | -                          | - |
| Saques de esquina  | -                          | - |
| Penaltis           | -                          | - |
| Fueras de juego    | -                          | - |
| Posesión del balón | %                          | % |

| Alineación inicial |

| 1     | POR   | Esteban Carrillo    |     |
| 5     | DEF   | Adrián Granados     |     |
| 23    | DEF   | Olman Carmona       |     |
| 13    | DEF   | Jorvyn Taylor       |     |
| 21    | DEF   | Federico Espinach   | 77' |
| 12    | MED   | Ronny Díaz          |     |
| 8     | MED   | Miguel Marín        |     |
| 24    | MED   | Din John Arias      |     |
| 10    | MED   | Erick Marín         |     |
| 7     | DEL   | Luis Fernando Saenz |     |
| 11    | DEL   | Cristian Carrillo   |     |
| D. T. | D. T. | Johnny Cháves       |     |

| 22    | POR   | Guillermo Camacho |     |
| 6     | DEF   | Jonathan Zárate   |     |
| 25    | DEF   | Óscar Alvarado    |     |
| 5     | DEF   | Álvaro Aguilar    |     |
| 17    | DEF   | Gustavo Jiménez   |     |
| 23    | MED   | Fabián Araya      |     |
| 13    | MED   | Pablo Solano      |     |
| 11    | MED   | Esteban Rodríguez | 69' |
| 7     | MED   | Cristian Cháves   | 80' |
| 9     | DEL   | Randy Chirino     |     |
| 21    | DEL   | Bill González     | 86' |
| D. T. | D. T. | Leonardo Moreira  |     |

| 20 | Centrocampista | Josimar Olivero | 77'   |
| 13 | Centrocampista | ?               | Entró |
| 14 | Delantero      | ?               | Entró |

| 20 | Centrocampista | Yilmar Zea        | 69' |
| 10 | Centrocampista | Walter Villalobos | 80' |
| 14 | Delantero      | Erick Zúñiga      | 86' |

| 53' · 89' (pen) | Erick Marín Miguel Marín | 1:0 : |

| Anotado · Anotado | ? | : |

| 44' · | Ronny Díaz ? |

| Amonestado · Amonestado | ? |

| Expulsado · Otorgado · Expulsado | ? |

| Expulsado · Otorgado · Expulsado | ? |

| Principal  | Jimmy Torres        |
| Asistentes | Alejandro Fernández |
|            | Danny Sojo          |
| Cuarto     | Adrián Elizondo     |

|                    | [[Archivo:\|border\|30px]] |   |
| Tiros              | -                          | - |
| Tiros a puerta     | -                          | - |
| Faltas             | -                          | - |
| Saques de esquina  | -                          | - |
| Penaltis           | -                          | - |
| Fueras de juego    | -                          | - |
| Posesión del balón | %                          | % |

| Alineación inicial |

| 1     | POR   | Esteban Carrillo    |     |
| 5     | DEF   | Adrián Granados     |     |
| 23    | DEF   | Olman Carmona       |     |
| 13    | DEF   | Jorvyn Taylor       |     |
| 21    | DEF   | Federico Espinach   | 77' |
| 12    | MED   | Ronny Díaz          |     |
| 8     | MED   | Miguel Marín        |     |
| 24    | MED   | Din John Arias      |     |
| 10    | MED   | Erick Marín         |     |
| 7     | DEL   | Luis Fernando Saenz |     |
| 11    | DEL   | Cristian Carrillo   |     |
| D. T. | D. T. | Johnny Cháves       |     |

| 22    | POR   | Guillermo Camacho |     |
| 6     | DEF   | Jonathan Zárate   |     |
| 25    | DEF   | Óscar Alvarado    |     |
| 5     | DEF   | Álvaro Aguilar    |     |
| 17    | DEF   | Gustavo Jiménez   |     |
| 23    | MED   | Fabián Araya      |     |
| 13    | MED   | Pablo Solano      |     |
| 11    | MED   | Esteban Rodríguez | 69' |
| 7     | MED   | Cristian Cháves   | 80' |
| 9     | DEL   | Randy Chirino     |     |
| 21    | DEL   | Bill González     | 86' |
| D. T. | D. T. | Leonardo Moreira  |     |

| 20 | Centrocampista | Josimar Olivero | 77'   |
| 13 | Centrocampista | ?               | Entró |
| 14 | Delantero      | ?               | Entró |

| 20 | Centrocampista | Yilmar Zea        | 69' |
| 10 | Centrocampista | Walter Villalobos | 80' |
| 14 | Delantero      | Erick Zúñiga      | 86' |

| 53' · 89' (pen) | Erick Marín Miguel Marín | 1:0 : |

| Anotado · Anotado | ? | : |

| 44' · | Ronny Díaz ? |

| Amonestado · Amonestado | ? |

| Expulsado · Otorgado · Expulsado | ? |

| Expulsado · Otorgado · Expulsado | ? |

| Principal  | Jimmy Torres        |
| Asistentes | Alejandro Fernández |
|            | Danny Sojo          |
| Cuarto     | Adrián Elizondo     |

|                    | [[Archivo:\|border\|30px]] |   |
| Tiros              | -                          | - |
| Tiros a puerta     | -                          | - |
| Faltas             | -                          | - |
| Saques de esquina  | -                          | - |
| Penaltis           | -                          | - |
| Fueras de juego    | -                          | - |
| Posesión del balón | %                          | % |

| Alineación inicial |

| 1     | POR   | Esteban Carrillo    |     |
| 5     | DEF   | Adrián Granados     |     |
| 23    | DEF   | Olman Carmona       |     |
| 13    | DEF   | Jorvyn Taylor       |     |
| 21    | DEF   | Federico Espinach   | 77' |
| 12    | MED   | Ronny Díaz          |     |
| 8     | MED   | Miguel Marín        |     |
| 24    | MED   | Din John Arias      |     |
| 10    | MED   | Erick Marín         |     |
| 7     | DEL   | Luis Fernando Saenz |     |
| 11    | DEL   | Cristian Carrillo   |     |
| D. T. | D. T. | Johnny Cháves       |     |

| 22    | POR   | Guillermo Camacho |     |
| 6     | DEF   | Jonathan Zárate   |     |
| 25    | DEF   | Óscar Alvarado    |     |
| 5     | DEF   | Álvaro Aguilar    |     |
| 17    | DEF   | Gustavo Jiménez   |     |
| 23    | MED   | Fabián Araya      |     |
| 13    | MED   | Pablo Solano      |     |
| 11    | MED   | Esteban Rodríguez | 69' |
| 7     | MED   | Cristian Cháves   | 80' |
| 9     | DEL   | Randy Chirino     |     |
| 21    | DEL   | Bill González     | 86' |
| D. T. | D. T. | Leonardo Moreira  |     |

| 20 | Centrocampista | Josimar Olivero | 77'   |
| 13 | Centrocampista | ?               | Entró |
| 14 | Delantero      | ?               | Entró |

| 20 | Centrocampista | Yilmar Zea        | 69' |
| 10 | Centrocampista | Walter Villalobos | 80' |
| 14 | Delantero      | Erick Zúñiga      | 86' |

| 53' · 89' (pen) | Erick Marín Miguel Marín | 1:0 : |

| Anotado · Anotado | ? | : |

| 44' · | Ronny Díaz ? |

| Amonestado · Amonestado | ? |

| Expulsado · Otorgado · Expulsado | ? |

| Expulsado · Otorgado · Expulsado | ? |

| Principal  | Jimmy Torres        |
| Asistentes | Alejandro Fernández |
|            | Danny Sojo          |
| Cuarto     | Adrián Elizondo     |

|                    | [[Archivo:\|border\|30px]] |   |
| Tiros              | -                          | - |
| Tiros a puerta     | -                          | - |
| Faltas             | -                          | - |
| Saques de esquina  | -                          | - |
| Penaltis           | -                          | - |
| Fueras de juego    | -                          | - |
| Posesión del balón | %                          | % |

| Alineación inicial |

### Final - Vuelta
| 22    | POR   | Guillermo Camacho |     |
| 6     | DEF   | Jonathan Zárate   |     |
| 25    | DEF   | Óscar Alvarado    | 40' |
| 5     | DEF   | Álvaro Aguilar    |     |
| 17    | DEF   | Gustavo Jiménez   |     |
| 23    | MED   | Fabián Araya      |     |
| 13    | MED   | Pablo Solano      | 49' |
| 11    | MED   | Esteban Rodríguez | 67' |
| 7     | MED   | Cristian Cháves   |     |
| 9     | DEL   | Randy Chirino     |     |
| 21    | DEL   | Bill González     |     |
| D. T. | D. T. | Leonardo Moreira  |     |

| 1     | POR   | Esteban Carrillo    |     |
| 5     | DEF   | Adrián Granados     |     |
| 23    | DEF   | Olman Carmona       |     |
| 13    | DEF   | Jorvyn Taylor       |     |
| 25    | DEF   | Cristian González   |     |
| 10    | MED   | Erick Marín         |     |
| 8     | MED   | Miguel Marín        |     |
| 21    | MED   | Federico Espinach   | 63' |
| 24    | MED   | Din John Arias      |     |
| 7     | DEL   | Luis Fernando Saenz | 56' |
| 11    | DEL   | Cristian Carrillo   |     |
| D. T. | D. T. | Johnny Cháves       |     |

| 2  | Defensa   | José David Sánchez | 40' |
| 20 | Delantero | Yilmar Zea         | 49' |
| 10 | Delantero | Walter Villalobos  | 67' |

| 17 | Centrocampista | Luis García     | 56' |
| 19 | Delantero      | Mariano Jiménez | 63' |

| 68' · 90+2' | Álvaro Aguilar Yilmar Zea | 1:2 2:2 |

| 35' · 45+5' | Cristian Carrillo | 0:1 0:2 |

| 26' · 45+4' · 64' · 84' · 85' | Pablo Solano Jonathan Zárate Bill González Fabián Araya Guillermo Camacho |

| 20' · 23' | Luis Fernando Saenz Cristian González |

| Principal  | Keylor Herrera        |
| Asistentes | Josué Mejía           |
|            | Andrés Arrieta        |
| Cuarto     | Juan Gabriel Calderón |

|                    |   | [[Archivo:\|border\|30px]] |
| Tiros              | - | -                          |
| Tiros a puerta     | - | -                          |
| Faltas             | - | -                          |
| Saques de esquina  | - | -                          |
| Penaltis           | - | -                          |
| Fueras de juego    | - | -                          |
| Posesión del balón | % | %                          |

| Alineación inicial |

| 22    | POR   | Guillermo Camacho |     |
| 6     | DEF   | Jonathan Zárate   |     |
| 25    | DEF   | Óscar Alvarado    | 40' |
| 5     | DEF   | Álvaro Aguilar    |     |
| 17    | DEF   | Gustavo Jiménez   |     |
| 23    | MED   | Fabián Araya      |     |
| 13    | MED   | Pablo Solano      | 49' |
| 11    | MED   | Esteban Rodríguez | 67' |
| 7     | MED   | Cristian Cháves   |     |
| 9     | DEL   | Randy Chirino     |     |
| 21    | DEL   | Bill González     |     |
| D. T. | D. T. | Leonardo Moreira  |     |

| 1     | POR   | Esteban Carrillo    |     |
| 5     | DEF   | Adrián Granados     |     |
| 23    | DEF   | Olman Carmona       |     |
| 13    | DEF   | Jorvyn Taylor       |     |
| 25    | DEF   | Cristian González   |     |
| 10    | MED   | Erick Marín         |     |
| 8     | MED   | Miguel Marín        |     |
| 21    | MED   | Federico Espinach   | 63' |
| 24    | MED   | Din John Arias      |     |
| 7     | DEL   | Luis Fernando Saenz | 56' |
| 11    | DEL   | Cristian Carrillo   |     |
| D. T. | D. T. | Johnny Cháves       |     |

| 2  | Defensa   | José David Sánchez | 40' |
| 20 | Delantero | Yilmar Zea         | 49' |
| 10 | Delantero | Walter Villalobos  | 67' |

| 17 | Centrocampista | Luis García     | 56' |
| 19 | Delantero      | Mariano Jiménez | 63' |

| 68' · 90+2' | Álvaro Aguilar Yilmar Zea | 1:2 2:2 |

| 35' · 45+5' | Cristian Carrillo | 0:1 0:2 |

| 26' · 45+4' · 64' · 84' · 85' | Pablo Solano Jonathan Zárate Bill González Fabián Araya Guillermo Camacho |

| 20' · 23' | Luis Fernando Saenz Cristian González |

| Principal  | Keylor Herrera        |
| Asistentes | Josué Mejía           |
|            | Andrés Arrieta        |
| Cuarto     | Juan Gabriel Calderón |

|                    |   | [[Archivo:\|border\|30px]] |
| Tiros              | - | -                          |
| Tiros a puerta     | - | -                          |
| Faltas             | - | -                          |
| Saques de esquina  | - | -                          |
| Penaltis           | - | -                          |
| Fueras de juego    | - | -                          |
| Posesión del balón | % | %                          |

| Alineación inicial |

| 22    | POR   | Guillermo Camacho |     |
| 6     | DEF   | Jonathan Zárate   |     |
| 25    | DEF   | Óscar Alvarado    | 40' |
| 5     | DEF   | Álvaro Aguilar    |     |
| 17    | DEF   | Gustavo Jiménez   |     |
| 23    | MED   | Fabián Araya      |     |
| 13    | MED   | Pablo Solano      | 49' |
| 11    | MED   | Esteban Rodríguez | 67' |
| 7     | MED   | Cristian Cháves   |     |
| 9     | DEL   | Randy Chirino     |     |
| 21    | DEL   | Bill González     |     |
| D. T. | D. T. | Leonardo Moreira  |     |

| 1     | POR   | Esteban Carrillo    |     |
| 5     | DEF   | Adrián Granados     |     |
| 23    | DEF   | Olman Carmona       |     |
| 13    | DEF   | Jorvyn Taylor       |     |
| 25    | DEF   | Cristian González   |     |
| 10    | MED   | Erick Marín         |     |
| 8     | MED   | Miguel Marín        |     |
| 21    | MED   | Federico Espinach   | 63' |
| 24    | MED   | Din John Arias      |     |
| 7     | DEL   | Luis Fernando Saenz | 56' |
| 11    | DEL   | Cristian Carrillo   |     |
| D. T. | D. T. | Johnny Cháves       |     |

| 2  | Defensa   | José David Sánchez | 40' |
| 20 | Delantero | Yilmar Zea         | 49' |
| 10 | Delantero | Walter Villalobos  | 67' |

| 17 | Centrocampista | Luis García     | 56' |
| 19 | Delantero      | Mariano Jiménez | 63' |

| 68' · 90+2' | Álvaro Aguilar Yilmar Zea | 1:2 2:2 |

| 35' · 45+5' | Cristian Carrillo | 0:1 0:2 |

| 26' · 45+4' · 64' · 84' · 85' | Pablo Solano Jonathan Zárate Bill González Fabián Araya Guillermo Camacho |

| 20' · 23' | Luis Fernando Saenz Cristian González |

| Principal  | Keylor Herrera        |
| Asistentes | Josué Mejía           |
|            | Andrés Arrieta        |
| Cuarto     | Juan Gabriel Calderón |

|                    |   | [[Archivo:\|border\|30px]] |
| Tiros              | - | -                          |
| Tiros a puerta     | - | -                          |
| Faltas             | - | -                          |
| Saques de esquina  | - | -                          |
| Penaltis           | - | -                          |
| Fueras de juego    | - | -                          |
| Posesión del balón | % | %                          |

| Alineación inicial |

| 22    | POR   | Guillermo Camacho |     |
| 6     | DEF   | Jonathan Zárate   |     |
| 25    | DEF   | Óscar Alvarado    | 40' |
| 5     | DEF   | Álvaro Aguilar    |     |
| 17    | DEF   | Gustavo Jiménez   |     |
| 23    | MED   | Fabián Araya      |     |
| 13    | MED   | Pablo Solano      | 49' |
| 11    | MED   | Esteban Rodríguez | 67' |
| 7     | MED   | Cristian Cháves   |     |
| 9     | DEL   | Randy Chirino     |     |
| 21    | DEL   | Bill González     |     |
| D. T. | D. T. | Leonardo Moreira  |     |

| 1     | POR   | Esteban Carrillo    |     |
| 5     | DEF   | Adrián Granados     |     |
| 23    | DEF   | Olman Carmona       |     |
| 13    | DEF   | Jorvyn Taylor       |     |
| 25    | DEF   | Cristian González   |     |
| 10    | MED   | Erick Marín         |     |
| 8     | MED   | Miguel Marín        |     |
| 21    | MED   | Federico Espinach   | 63' |
| 24    | MED   | Din John Arias      |     |
| 7     | DEL   | Luis Fernando Saenz | 56' |
| 11    | DEL   | Cristian Carrillo   |     |
| D. T. | D. T. | Johnny Cháves       |     |

| 2  | Defensa   | José David Sánchez | 40' |
| 20 | Delantero | Yilmar Zea         | 49' |
| 10 | Delantero | Walter Villalobos  | 67' |

| 17 | Centrocampista | Luis García     | 56' |
| 19 | Delantero      | Mariano Jiménez | 63' |

| 68' · 90+2' | Álvaro Aguilar Yilmar Zea | 1:2 2:2 |

| 35' · 45+5' | Cristian Carrillo | 0:1 0:2 |

| 26' · 45+4' · 64' · 84' · 85' | Pablo Solano Jonathan Zárate Bill González Fabián Araya Guillermo Camacho |

| 20' · 23' | Luis Fernando Saenz Cristian González |

| Principal  | Keylor Herrera        |
| Asistentes | Josué Mejía           |
|            | Andrés Arrieta        |
| Cuarto     | Juan Gabriel Calderón |

|                    |   | [[Archivo:\|border\|30px]] |
| Tiros              | - | -                          |
| Tiros a puerta     | - | -                          |
| Faltas             | - | -                          |
| Saques de esquina  | - | -                          |
| Penaltis           | - | -                          |
| Fueras de juego    | - | -                          |
| Posesión del balón | % | %                          |

| Alineación inicial |

|                                   |
| Barrio México Campeón --º título. |

## Nueva Final

### Final - Ida
| 22    | POR   | Guillermo Camacho |  |
|       | DEF   | Álvaro Aguilar    |  |
| 12    | DEF   | Maikol Mora       |  |
| 6     | DEF   | Jonathan Zárate   |  |
| 17    | DEF   | Gustavo Jiménez   |  |
| 23    | MED   | Fabián Araya      |  |
| 10    | MED   | Walter Villalobos |  |
| 7     | MED   | Cristian Cháves   |  |
| 11    | MED   | Esteban Rodríguez |  |
| 20    | DEL   | Yilmar Zea        |  |
| 21    | DEL   | Bill González     |  |
| D. T. | D. T. | Leonardo Moreira  |  |

| 30    | POR   | Guillermo Moreira    |  |
| 19    | DEF   | Ricardo García       |  |
| 5     | DEF   | Rafael Núñez         |  |
| 13    | DEF   | Luis Daniel Vallejos |  |
| 6     | DEF   | Roberto Wong         |  |
| 16    | MED   | Jeisson Peña         |  |
| 7     | MED   | Luis González        |  |
| 8     | MED   | Cristian Blanco      |  |
| 10    | MED   | Francisco Flores     |  |
| 24    | DEL   | Román Calvo          |  |
| 23    | DEL   | Mario Camacho        |  |
| D. T. | D. T. | Luis Diego Arnáez    |  |

| 75' | Bill González | 1:1 |

| 47' · 85' | Román Calvo Carlos González | 0:1 1:2 |

| Amonestado · Amonestado | ? |

| Expulsado · Otorgado · Expulsado | ? |

| Principal  | Adrián Chinchilla |
| Asistentes | Adrián Jiménez    |
|            | Douglas Zúñiga    |
| Cuarto     | Josué Ugalde      |

|                    |   |   |
| Tiros              | - | - |
| Tiros a puerta     | - | - |
| Faltas             | - | - |
| Saques de esquina  | - | - |
| Penaltis           | - | - |
| Fueras de juego    | - | - |
| Posesión del balón | % | % |

| Alineación inicial |

| 22    | POR   | Guillermo Camacho |  |
|       | DEF   | Álvaro Aguilar    |  |
| 12    | DEF   | Maikol Mora       |  |
| 6     | DEF   | Jonathan Zárate   |  |
| 17    | DEF   | Gustavo Jiménez   |  |
| 23    | MED   | Fabián Araya      |  |
| 10    | MED   | Walter Villalobos |  |
| 7     | MED   | Cristian Cháves   |  |
| 11    | MED   | Esteban Rodríguez |  |
| 20    | DEL   | Yilmar Zea        |  |
| 21    | DEL   | Bill González     |  |
| D. T. | D. T. | Leonardo Moreira  |  |

| 30    | POR   | Guillermo Moreira    |  |
| 19    | DEF   | Ricardo García       |  |
| 5     | DEF   | Rafael Núñez         |  |
| 13    | DEF   | Luis Daniel Vallejos |  |
| 6     | DEF   | Roberto Wong         |  |
| 16    | MED   | Jeisson Peña         |  |
| 7     | MED   | Luis González        |  |
| 8     | MED   | Cristian Blanco      |  |
| 10    | MED   | Francisco Flores     |  |
| 24    | DEL   | Román Calvo          |  |
| 23    | DEL   | Mario Camacho        |  |
| D. T. | D. T. | Luis Diego Arnáez    |  |

| 75' | Bill González | 1:1 |

| 47' · 85' | Román Calvo Carlos González | 0:1 1:2 |

| Amonestado · Amonestado | ? |

| Expulsado · Otorgado · Expulsado | ? |

| Principal  | Adrián Chinchilla |
| Asistentes | Adrián Jiménez    |
|            | Douglas Zúñiga    |
| Cuarto     | Josué Ugalde      |

|                    |   |   |
| Tiros              | - | - |
| Tiros a puerta     | - | - |
| Faltas             | - | - |
| Saques de esquina  | - | - |
| Penaltis           | - | - |
| Fueras de juego    | - | - |
| Posesión del balón | % | % |

| Alineación inicial |

| 22    | POR   | Guillermo Camacho |  |
|       | DEF   | Álvaro Aguilar    |  |
| 12    | DEF   | Maikol Mora       |  |
| 6     | DEF   | Jonathan Zárate   |  |
| 17    | DEF   | Gustavo Jiménez   |  |
| 23    | MED   | Fabián Araya      |  |
| 10    | MED   | Walter Villalobos |  |
| 7     | MED   | Cristian Cháves   |  |
| 11    | MED   | Esteban Rodríguez |  |
| 20    | DEL   | Yilmar Zea        |  |
| 21    | DEL   | Bill González     |  |
| D. T. | D. T. | Leonardo Moreira  |  |

| 30    | POR   | Guillermo Moreira    |  |
| 19    | DEF   | Ricardo García       |  |
| 5     | DEF   | Rafael Núñez         |  |
| 13    | DEF   | Luis Daniel Vallejos |  |
| 6     | DEF   | Roberto Wong         |  |
| 16    | MED   | Jeisson Peña         |  |
| 7     | MED   | Luis González        |  |
| 8     | MED   | Cristian Blanco      |  |
| 10    | MED   | Francisco Flores     |  |
| 24    | DEL   | Román Calvo          |  |
| 23    | DEL   | Mario Camacho        |  |
| D. T. | D. T. | Luis Diego Arnáez    |  |

| 75' | Bill González | 1:1 |

| 47' · 85' | Román Calvo Carlos González | 0:1 1:2 |

| Amonestado · Amonestado | ? |

| Expulsado · Otorgado · Expulsado | ? |

| Principal  | Adrián Chinchilla |
| Asistentes | Adrián Jiménez    |
|            | Douglas Zúñiga    |
| Cuarto     | Josué Ugalde      |

|                    |   |   |
| Tiros              | - | - |
| Tiros a puerta     | - | - |
| Faltas             | - | - |
| Saques de esquina  | - | - |
| Penaltis           | - | - |
| Fueras de juego    | - | - |
| Posesión del balón | % | % |

| Alineación inicial |

| 22    | POR   | Guillermo Camacho |  |
|       | DEF   | Álvaro Aguilar    |  |
| 12    | DEF   | Maikol Mora       |  |
| 6     | DEF   | Jonathan Zárate   |  |
| 17    | DEF   | Gustavo Jiménez   |  |
| 23    | MED   | Fabián Araya      |  |
| 10    | MED   | Walter Villalobos |  |
| 7     | MED   | Cristian Cháves   |  |
| 11    | MED   | Esteban Rodríguez |  |
| 20    | DEL   | Yilmar Zea        |  |
| 21    | DEL   | Bill González     |  |
| D. T. | D. T. | Leonardo Moreira  |  |

| 30    | POR   | Guillermo Moreira    |  |
| 19    | DEF   | Ricardo García       |  |
| 5     | DEF   | Rafael Núñez         |  |
| 13    | DEF   | Luis Daniel Vallejos |  |
| 6     | DEF   | Roberto Wong         |  |
| 16    | MED   | Jeisson Peña         |  |
| 7     | MED   | Luis González        |  |
| 8     | MED   | Cristian Blanco      |  |
| 10    | MED   | Francisco Flores     |  |
| 24    | DEL   | Román Calvo          |  |
| 23    | DEL   | Mario Camacho        |  |
| D. T. | D. T. | Luis Diego Arnáez    |  |

| 75' | Bill González | 1:1 |

| 47' · 85' | Román Calvo Carlos González | 0:1 1:2 |

| Amonestado · Amonestado | ? |

| Expulsado · Otorgado · Expulsado | ? |

| Principal  | Adrián Chinchilla |
| Asistentes | Adrián Jiménez    |
|            | Douglas Zúñiga    |
| Cuarto     | Josué Ugalde      |

|                    |   |   |
| Tiros              | - | - |
| Tiros a puerta     | - | - |
| Faltas             | - | - |
| Saques de esquina  | - | - |
| Penaltis           | - | - |
| Fueras de juego    | - | - |
| Posesión del balón | % | % |

| Alineación inicial |

### Final - Vuelta
| 30    | POR   | Guillermo Moreira    |  |
| 19    | DEF   | Ricardo García       |  |
| 5     | DEF   | Rafael Núñez         |  |
| 6     | DEF   | Roberto Wong         |  |
| 13    | DEF   | Luis Daniel Vallejos |  |
| 7     | MED   | Luis González        |  |
| 10    | MED   | Francisco Flores     |  |
| 16    | MED   | Jeisson Peña         |  |
| 8     | MED   | Cristian Blanco      |  |
| 9     | DEL   | Kevin Arrieta        |  |
| 23    | DEL   | Mario Camacho        |  |
| D. T. | D. T. | Luis Diego Arnaez    |  |

| 22    | POR   | Guillermo Camacho  |  |
|       | DEF   | Álvaro Aguilar     |  |
| 12    | DEF   | Maikol Mora        |  |
| 6     | DEF   | Jonathan Zárate    |  |
| 2     | DEF   | José David Sánchez |  |
| 23    | MED   | Fabián Araya       |  |
| 10    | MED   | Walter Villalobos  |  |
| 7     | MED   | Cristian Cháves    |  |
| 13    | MED   | Pablo Solano       |  |
| 9     | DEL   | Randy Chirino      |  |
| 21    | DEL   | Bill González      |  |
| D. T. | D. T. | Leonardo Moreira   |  |

| 26 | Centrocampista | Carlos González | Entró |

| 4 | Centrocampista | Juan Gabriel Chacón | Entró |

| 77' · 86' (pen.) | Kevin Arrieta Ricardo García | 1:1 2:1 |

| 21' | Jonathan Zárate | 0:1 |

| Principal  | Juan Gabriel Calderón |
| Asistentes | Alejandro Fernández   |
|            | Víctor Ramírez        |
| Cuarto     | Jimmy Torres          |

|                    |   |   |
| Tiros              | - | - |
| Tiros a puerta     | - | - |
| Faltas             | - | - |
| Saques de esquina  | - | - |
| Penaltis           | - | - |
| Fueras de juego    | - | - |
| Posesión del balón | % | % |

| Alineación inicial |

| 30    | POR   | Guillermo Moreira    |  |
| 19    | DEF   | Ricardo García       |  |
| 5     | DEF   | Rafael Núñez         |  |
| 6     | DEF   | Roberto Wong         |  |
| 13    | DEF   | Luis Daniel Vallejos |  |
| 7     | MED   | Luis González        |  |
| 10    | MED   | Francisco Flores     |  |
| 16    | MED   | Jeisson Peña         |  |
| 8     | MED   | Cristian Blanco      |  |
| 9     | DEL   | Kevin Arrieta        |  |
| 23    | DEL   | Mario Camacho        |  |
| D. T. | D. T. | Luis Diego Arnaez    |  |

| 22    | POR   | Guillermo Camacho  |  |
|       | DEF   | Álvaro Aguilar     |  |
| 12    | DEF   | Maikol Mora        |  |
| 6     | DEF   | Jonathan Zárate    |  |
| 2     | DEF   | José David Sánchez |  |
| 23    | MED   | Fabián Araya       |  |
| 10    | MED   | Walter Villalobos  |  |
| 7     | MED   | Cristian Cháves    |  |
| 13    | MED   | Pablo Solano       |  |
| 9     | DEL   | Randy Chirino      |  |
| 21    | DEL   | Bill González      |  |
| D. T. | D. T. | Leonardo Moreira   |  |

| 26 | Centrocampista | Carlos González | Entró |

| 4 | Centrocampista | Juan Gabriel Chacón | Entró |

| 77' · 86' (pen.) | Kevin Arrieta Ricardo García | 1:1 2:1 |

| 21' | Jonathan Zárate | 0:1 |

| Principal  | Juan Gabriel Calderón |
| Asistentes | Alejandro Fernández   |
|            | Víctor Ramírez        |
| Cuarto     | Jimmy Torres          |

|                    |   |   |
| Tiros              | - | - |
| Tiros a puerta     | - | - |
| Faltas             | - | - |
| Saques de esquina  | - | - |
| Penaltis           | - | - |
| Fueras de juego    | - | - |
| Posesión del balón | % | % |

| Alineación inicial |

| 30    | POR   | Guillermo Moreira    |  |
| 19    | DEF   | Ricardo García       |  |
| 5     | DEF   | Rafael Núñez         |  |
| 6     | DEF   | Roberto Wong         |  |
| 13    | DEF   | Luis Daniel Vallejos |  |
| 7     | MED   | Luis González        |  |
| 10    | MED   | Francisco Flores     |  |
| 16    | MED   | Jeisson Peña         |  |
| 8     | MED   | Cristian Blanco      |  |
| 9     | DEL   | Kevin Arrieta        |  |
| 23    | DEL   | Mario Camacho        |  |
| D. T. | D. T. | Luis Diego Arnaez    |  |

| 22    | POR   | Guillermo Camacho  |  |
|       | DEF   | Álvaro Aguilar     |  |
| 12    | DEF   | Maikol Mora        |  |
| 6     | DEF   | Jonathan Zárate    |  |
| 2     | DEF   | José David Sánchez |  |
| 23    | MED   | Fabián Araya       |  |
| 10    | MED   | Walter Villalobos  |  |
| 7     | MED   | Cristian Cháves    |  |
| 13    | MED   | Pablo Solano       |  |
| 9     | DEL   | Randy Chirino      |  |
| 21    | DEL   | Bill González      |  |
| D. T. | D. T. | Leonardo Moreira   |  |

| 26 | Centrocampista | Carlos González | Entró |

| 4 | Centrocampista | Juan Gabriel Chacón | Entró |

| 77' · 86' (pen.) | Kevin Arrieta Ricardo García | 1:1 2:1 |

| 21' | Jonathan Zárate | 0:1 |

| Principal  | Juan Gabriel Calderón |
| Asistentes | Alejandro Fernández   |
|            | Víctor Ramírez        |
| Cuarto     | Jimmy Torres          |

|                    |   |   |
| Tiros              | - | - |
| Tiros a puerta     | - | - |
| Faltas             | - | - |
| Saques de esquina  | - | - |
| Penaltis           | - | - |
| Fueras de juego    | - | - |
| Posesión del balón | % | % |

| Alineación inicial |

| 30    | POR   | Guillermo Moreira    |  |
| 19    | DEF   | Ricardo García       |  |
| 5     | DEF   | Rafael Núñez         |  |
| 6     | DEF   | Roberto Wong         |  |
| 13    | DEF   | Luis Daniel Vallejos |  |
| 7     | MED   | Luis González        |  |
| 10    | MED   | Francisco Flores     |  |
| 16    | MED   | Jeisson Peña         |  |
| 8     | MED   | Cristian Blanco      |  |
| 9     | DEL   | Kevin Arrieta        |  |
| 23    | DEL   | Mario Camacho        |  |
| D. T. | D. T. | Luis Diego Arnaez    |  |

| 22    | POR   | Guillermo Camacho  |  |
|       | DEF   | Álvaro Aguilar     |  |
| 12    | DEF   | Maikol Mora        |  |
| 6     | DEF   | Jonathan Zárate    |  |
| 2     | DEF   | José David Sánchez |  |
| 23    | MED   | Fabián Araya       |  |
| 10    | MED   | Walter Villalobos  |  |
| 7     | MED   | Cristian Cháves    |  |
| 13    | MED   | Pablo Solano       |  |
| 9     | DEL   | Randy Chirino      |  |
| 21    | DEL   | Bill González      |  |
| D. T. | D. T. | Leonardo Moreira   |  |

| 26 | Centrocampista | Carlos González | Entró |

| 4 | Centrocampista | Juan Gabriel Chacón | Entró |

| 77' · 86' (pen.) | Kevin Arrieta Ricardo García | 1:1 2:1 |

| 21' | Jonathan Zárate | 0:1 |

| Principal  | Juan Gabriel Calderón |
| Asistentes | Alejandro Fernández   |
|            | Víctor Ramírez        |
| Cuarto     | Jimmy Torres          |

|                    |   |   |
| Tiros              | - | - |
| Tiros a puerta     | - | - |
| Faltas             | - | - |
| Saques de esquina  | - | - |
| Penaltis           | - | - |
| Fueras de juego    | - | - |
| Posesión del balón | % | % |

| Alineación inicial |